# Gold Cup 2003
Navigation
États-Unis 2002 États-Unis 2005
La Gold Cup 2003 est un tournoi de football qui s'est tenu au Mexique et aux États-Unis, du 12 au 27 juillet 2003.

## Tour préliminaire
Les 2 équipes des Caraïbes ayant fini à la deuxième place de leur poule retrouvent le Honduras, qui a terminé 4e de la Coupe d'Amérique centrale 2003 au sein d'une poule de barrage organisée en Martinique. Les 2 premiers se qualifient pour la phase finale de la Gold Cup.
| Rang | Équipe            | Pts | J | G | N | P | Bp | Bc | Diff |  | Résultats         |  |     |     |
| ---- | ----------------- | --- | - | - | - | - | -- | -- | ---- |  | ----------------- |  | --- | --- |
| 1    | Honduras          | 6   | 2 | 2 | 0 | 0 | 6  | 2  | +4   |  | Honduras          |  | 4-2 | 2-0 |
| 2    | Martinique        | 3   | 2 | 1 | 0 | 1 | 5  | 6  | -1   |  | Martinique        |  |     | 3-2 |
| 3    | Trinité-et-Tobago | 0   | 2 | 0 | 0 | 2 | 2  | 5  | -3   |  | Trinité-et-Tobago |  |     |     |

## Équipes participantes
Amérique du Nord, qualification d'office :
- États-Unis (pays organisateur)
- Mexique
- Canada

Amérique centrale, qualification par le biais de la Coupe d'Amérique centrale 2003 :
- Costa Rica - vainqueur
- Guatemala - deuxième
- Salvador - troisième
- Honduras - vainqueur de la poule préliminaire

Caraïbes, qualification par le biais du tournoi qualificatif :
- Cuba
- Jamaïque
- Martinique - deuxième de la poule préliminaire

Invités :
- Colombie
- Brésil (ce sont les - de 23 ans qui représentent le Brésil)

## Les stades
La Gold Cup 2003 se joue dans 3 stades :
| Mexico             | Miami             | Foxborough        |
| ------------------ | ----------------- | ----------------- |
| Stade Azteca       | Orange Bowl       | Gillette Stadium  |
| Capacité : 105 094 | Capacité : 72 319 | Capacité : 68 756 |
|                    |                   |                   |

## Les arbitres
Voici la liste des 12 arbitres convoqués pour officier lors de la compétition :
- Benito Archundia
- Carlos Batres
- Roberto Moreno Salazar
- Mauricio Navarro
- Alfaro Nery
- José Pineda
- Richard Piper
- Greivin Porras
- Peter Prendergast
- Felipe Ramos
- Kevin Stott
- Rodolfo Sibrian

## Premier tour

### Groupe A
|   | Équipe   | Pts | J | G | N | P | BP | BC | Diff |
| - | -------- | --- | - | - | - | - | -- | -- | ---- |
| 1 | Mexique  | 4   | 2 | 1 | 1 | 0 | 1  | 0  | +1   |
| 2 | Brésil   | 3   | 2 | 1 | 0 | 1 | 2  | 2  | 0    |
| 3 | Honduras | 1   | 2 | 0 | 1 | 1 | 1  | 2  | -1   |

| 13 juillet | Mexique | 1 | 0 | Brésil   |
| 15 juillet | Brésil  | 2 | 1 | Honduras |
| 17 juillet | Mexique | 0 | 0 | Honduras |

| 13 juillet 2003 | Mexique      | 1 - 0 | Brésil | Stade Azteca, Mexico                             |                                                  |
|                 | Borgetti 80e |       |        | Spectateurs : 75 000 Arbitrage : Rodolfo Sibrian | Spectateurs : 75 000 Arbitrage : Rodolfo Sibrian |
|                 | Rapport      |       |        | Spectateurs : 75 000 Arbitrage : Rodolfo Sibrian | Spectateurs : 75 000 Arbitrage : Rodolfo Sibrian |

| 15 juillet 2003 | Brésil                 | 2 - 1 | Honduras | Stade Azteca, Mexico                             |                                                  |
|                 | Maicon 16e · Diego 85e |       | León 90e | Spectateurs : 3 000 Arbitrage : Mauricio Navarro | Spectateurs : 3 000 Arbitrage : Mauricio Navarro |
|                 | Rapport                |       |          | Spectateurs : 3 000 Arbitrage : Mauricio Navarro | Spectateurs : 3 000 Arbitrage : Mauricio Navarro |

| 17 juillet 2003 | Mexique | 0 - 0 | Honduras | Stade Azteca, Mexico                         |
|                 |         |       |          | Spectateurs : 20 000 Arbitrage : Alfaro Nery |
|                 | Rapport |       |          |                                              |

### Groupe B
|   | Équipe    | Pts | J | G | N | P | BP | BC | Diff |
| - | --------- | --- | - | - | - | - | -- | -- | ---- |
| 1 | Colombie  | 4   | 2 | 1 | 1 | 0 | 2  | 1  | +1   |
| 2 | Jamaïque  | 3   | 2 | 1 | 0 | 1 | 2  | 1  | +1   |
| 3 | Guatemala | 1   | 2 | 0 | 1 | 1 | 1  | 3  | -2   |

| 13 juillet | Colombie | 1 | 0 | Jamaïque  |
| 15 juillet | Jamaïque | 2 | 0 | Guatemala |
| 17 juillet | Colombie | 1 | 1 | Guatemala |

| 13 juillet 2003 | Colombie   | 1 - 0 | Jamaïque | Orange Bowl, Miami                           |                                              |
|                 | Patiño 41e |       |          | Spectateurs : 15 423 Arbitrage : Kevin Stott | Spectateurs : 15 423 Arbitrage : Kevin Stott |
|                 | Rapport    |       |          | Spectateurs : 15 423 Arbitrage : Kevin Stott | Spectateurs : 15 423 Arbitrage : Kevin Stott |

| 15 juillet 2003 | Jamaïque                       | 2 - 0 | Guatemala | Orange Bowl, Miami                           |                                              |
|                 | Lowe 30e · Williams 71e (pen.) |       |           | Spectateurs : 10 323 Arbitrage : José Pineda | Spectateurs : 10 323 Arbitrage : José Pineda |
|                 | Rapport                        |       |           | Spectateurs : 10 323 Arbitrage : José Pineda | Spectateurs : 10 323 Arbitrage : José Pineda |

| 17 juillet 2003 | Colombie   | 1 - 1 | Guatemala       | Orange Bowl, Miami                              |                                                 |
|                 | Molina 79e |       | Ruiz 21e (pen.) | Spectateurs : 13 000 Arbitrage : Greivin Porras | Spectateurs : 13 000 Arbitrage : Greivin Porras |
|                 | Rapport    |       |                 | Spectateurs : 13 000 Arbitrage : Greivin Porras | Spectateurs : 13 000 Arbitrage : Greivin Porras |

### Groupe C
|   | Équipe     | Pts | J | G | N | P | BP | BC | Diff |
| - | ---------- | --- | - | - | - | - | -- | -- | ---- |
| 1 | États-Unis | 6   | 2 | 2 | 0 | 0 | 4  | 0  | +4   |
| 2 | Salvador   | 3   | 2 | 1 | 0 | 1 | 1  | 2  | -1   |
| 3 | Martinique | 0   | 2 | 0 | 0 | 2 | 0  | 3  | -3   |

| 12 juillet | États-Unis | 2 | 0 | Salvador   |
| 14 juillet | États-Unis | 2 | 0 | Martinique |
| 16 juillet | Salvador   | 1 | 0 | Martinique |

| 12 juillet 2003 | États-Unis              | 2 - 0 | Salvador | Gillette Stadium, Foxborough                  |                                               |
|                 | Lewis 28e · McBride 76e |       |          | Spectateurs : 33 652 Arbitrage : Felipe Ramos | Spectateurs : 33 652 Arbitrage : Felipe Ramos |
|                 | Rapport                 |       |          | Spectateurs : 33 652 Arbitrage : Felipe Ramos | Spectateurs : 33 652 Arbitrage : Felipe Ramos |

| 14 juillet 2003 | États-Unis      | 2 - 0 | Martinique | Gillette Stadium, Foxborough                           |                                                        |
|                 | McBride 39e 43e |       |            | Spectateurs : 8 780 Arbitrage : Roberto Moreno Salazar | Spectateurs : 8 780 Arbitrage : Roberto Moreno Salazar |
|                 | Rapport         |       |            | Spectateurs : 8 780 Arbitrage : Roberto Moreno Salazar | Spectateurs : 8 780 Arbitrage : Roberto Moreno Salazar |

| 16 juillet 2003 | Salvador     | 1 - 0 | Martinique | Gillette Stadium, Foxborough                   |                                                |
|                 | Gonzalez 76e |       |            | Spectateurs : 10 361 Arbitrage : Carlos Batres | Spectateurs : 10 361 Arbitrage : Carlos Batres |
|                 | Rapport      |       |            | Spectateurs : 10 361 Arbitrage : Carlos Batres | Spectateurs : 10 361 Arbitrage : Carlos Batres |

### Groupe D
|   | Équipe     | Pts | J | G | N | P | BP | BC | Diff |
| - | ---------- | --- | - | - | - | - | -- | -- | ---- |
| 1 | Costa Rica | 3   | 2 | 1 | 0 | 1 | 3  | 1  | +2   |
| 2 | Cuba       | 3   | 2 | 1 | 0 | 1 | 2  | 3  | -1   |
| 3 | Canada     | 3   | 2 | 1 | 0 | 1 | 1  | 2  | -1   |

| 12 juillet | Costa Rica | 0 | 1 | Canada |
| 14 juillet | Cuba       | 2 | 0 | Canada |
| 16 juillet | Costa Rica | 3 | 0 | Cuba   |

- Cuba devance le Canada grâce à une meilleure attaque.

| 12 juillet 2003 | Costa Rica | 0 - 1 | Canada       | Gillette Stadium, Foxborough                   |                                                |
|                 |            |       | Stalteri 59e | Spectateurs : 23 795 Arbitrage : Richard Piper | Spectateurs : 23 795 Arbitrage : Richard Piper |
|                 | Rapport    |       |              | Spectateurs : 23 795 Arbitrage : Richard Piper | Spectateurs : 23 795 Arbitrage : Richard Piper |

| 14 juillet 2003 | Cuba         | 2 - 0 | Canada | Gillette Stadium, Foxborough                      |                                                   |
|                 | Moré 13e 46e |       |        | Spectateurs : 2 500 Arbitrage : Peter Prendergast | Spectateurs : 2 500 Arbitrage : Peter Prendergast |
|                 | Rapport      |       |        | Spectateurs : 2 500 Arbitrage : Peter Prendergast | Spectateurs : 2 500 Arbitrage : Peter Prendergast |

| 16 juillet 2003 | Costa Rica                          | 3 - 0 | Cuba | Gillette Stadium, Foxborough                      |                                                   |
|                 | Centeno 45e · Bryce 72e · Scott 77e |       |      | Spectateurs : 10 361 Arbitrage : Benito Archundia | Spectateurs : 10 361 Arbitrage : Benito Archundia |
|                 | Rapport                             |       |      | Spectateurs : 10 361 Arbitrage : Benito Archundia | Spectateurs : 10 361 Arbitrage : Benito Archundia |

## Tableau final
|  | Quarts de finale            | Quarts de finale            |                        |                        | Demi-finales           | Demi-finales           |   |  | Finale                  | Finale                  |
|  | Quarts de finale            | Quarts de finale            |                        |                        | Demi-finales           | Demi-finales           |   |  | Finale                  | Finale                  |
|  |                             |                             |                        |                        |                        |                        |   |  |                         |                         |
|  | 19 juillet 2003, Foxborough | 19 juillet 2003, Foxborough |                        |                        | 23 juillet 2003, Miami | 23 juillet 2003, Miami |   |  | 27 juillet 2003, Mexico | 27 juillet 2003, Mexico |
|  | 19 juillet 2003, Foxborough | 19 juillet 2003, Foxborough |                        |                        | 23 juillet 2003, Miami | 23 juillet 2003, Miami |   |  | 27 juillet 2003, Mexico | 27 juillet 2003, Mexico |
|  | Brésil                      | 2                           |                        |                        | 23 juillet 2003, Miami | 23 juillet 2003, Miami |   |  | 27 juillet 2003, Mexico | 27 juillet 2003, Mexico |
|  | Brésil                      | 2                           |                        |                        | 23 juillet 2003, Miami | 23 juillet 2003, Miami |   |  | 27 juillet 2003, Mexico | 27 juillet 2003, Mexico |
|  | Colombie                    | 0                           |                        |                        | 23 juillet 2003, Miami | 23 juillet 2003, Miami |   |  | 27 juillet 2003, Mexico | 27 juillet 2003, Mexico |
|  | Colombie                    | 0                           | Brésil                 | 2 ap                   |                        |                        |   |  | 27 juillet 2003, Mexico | 27 juillet 2003, Mexico |
|  | 19 juillet 2003, Foxborough |                             | Brésil                 | 2 ap                   |                        |                        |   |  | 27 juillet 2003, Mexico | 27 juillet 2003, Mexico |
|  |                             | États-Unis                  | 1                      |                        |                        |                        |   |  | 27 juillet 2003, Mexico | 27 juillet 2003, Mexico |
|  | États-Unis                  | États-Unis                  | 1                      | 5                      |                        |                        |   |  | 27 juillet 2003, Mexico | 27 juillet 2003, Mexico |
|  | États-Unis                  |                             |                        | 5                      |                        |                        |   |  | 27 juillet 2003, Mexico | 27 juillet 2003, Mexico |
|  | Cuba                        | 0                           |                        |                        |                        |                        |   |  | 27 juillet 2003, Mexico | 27 juillet 2003, Mexico |
|  | Cuba                        | 0                           | Brésil                 | 0                      |                        |                        |   |  |                         |                         |
|  | 20 juillet 2003, Mexico     |                             | Brésil                 | 0                      |                        |                        |   |  |                         |                         |
|  |                             | Mexique                     | 1 ap                   |                        |                        |                        |   |  |                         |                         |
|  | Mexique                     | Mexique                     | 1 ap                   | 5                      |                        |                        |   |  |                         |                         |
|  | Mexique                     | 24 juillet 2003, Mexico     |                        | 5                      |                        |                        |   |  |                         |                         |
|  | Jamaïque                    | 0                           |                        |                        |                        |                        |   |  |                         |                         |
|  | Jamaïque                    | 0                           | Mexique                | 2                      |                        |                        |   |  |                         |                         |
|  | 20 juillet 2003, Miami      | 20 juillet 2003, Miami      | Mexique                | 2                      | Match pour la 3e place | Match pour la 3e place |   |  |                         |                         |
|  | 20 juillet 2003, Miami      | 20 juillet 2003, Miami      |                        | Costa Rica             | Match pour la 3e place | Match pour la 3e place | 0 |  |                         |                         |
|  | Costa Rica                  | 5                           | 26 juillet 2003, Miami | 26 juillet 2003, Miami |                        |                        | 0 |  |                         |                         |
|  | Costa Rica                  | 5                           | 26 juillet 2003, Miami | 26 juillet 2003, Miami |                        |                        |   |  |                         |                         |
|  | Salvador                    | 2                           |                        | États-Unis             | 3                      |                        |   |  |                         |                         |
|  | Salvador                    | 2                           |                        | États-Unis             | 3                      |                        |   |  |                         |                         |
|  |                             |                             |                        |                        |                        |                        |   |  | Costa Rica              | 2                       |
|  |                             |                             |                        |                        |                        |                        |   |  | Costa Rica              | 2                       |

 = but en or

### Quarts de finale
| 19 juillet 2003 | États-Unis                            | 5 - 0 | Cuba | Gillette Stadium, Foxborough                       |                                                    |
|                 | Donovan 22e 25e 55e 76e · Ralston 42e |       |      | Spectateurs : 15 627 Arbitrage : Peter Prendergast | Spectateurs : 15 627 Arbitrage : Peter Prendergast |
|                 | Rapport                               |       |      | Spectateurs : 15 627 Arbitrage : Peter Prendergast | Spectateurs : 15 627 Arbitrage : Peter Prendergast |

| 19 juillet 2003 | Costa Rica                                                | 5 - 2 | Salvador                        | Gillette Stadium, Foxborough                  |                                               |
|                 | Scott 11e · Centeno 45e 68e (pen.) 90e (pen.) · Bryce 72e |       | Murgas 34e (pen.) · Pacheco 54e | Spectateurs : 15 627 Arbitrage : Felipe Ramos | Spectateurs : 15 627 Arbitrage : Felipe Ramos |
|                 | Rapport                                                   |       |                                 | Spectateurs : 15 627 Arbitrage : Felipe Ramos | Spectateurs : 15 627 Arbitrage : Felipe Ramos |

| 20 juillet 2003 | Brésil       | 2 - 0 | Colombie | Orange Bowl, Miami                           |                                              |
|                 | Kaká 42e 66e |       |          | Spectateurs : 23 425 Arbitrage : Kevin Stott | Spectateurs : 23 425 Arbitrage : Kevin Stott |
|                 | Rapport      |       |          | Spectateurs : 23 425 Arbitrage : Kevin Stott | Spectateurs : 23 425 Arbitrage : Kevin Stott |

| 20 juillet 2003 | Mexique                                                            | 5 - 0 | Jamaïque | Stade Azteca, Mexico                              |                                                   |
|                 | Bravo 38e · García 42e · Osorno 55e · Borgetti 61e · Rodriguez 83e |       |          | Spectateurs : 10 000 Arbitrage : Mauricio Navarro | Spectateurs : 10 000 Arbitrage : Mauricio Navarro |
|                 | Rapport                                                            |       |          | Spectateurs : 10 000 Arbitrage : Mauricio Navarro | Spectateurs : 10 000 Arbitrage : Mauricio Navarro |

### Demi-finales
| 23 juillet 2003           | Brésil                      | 2 - 1 b.e.o. | États-Unis    | Orange Bowl, Miami                             |                                                |
| Historique des rencontres | Kaká 89e · Diego 100e (pen) |              | Bocanegra 62e | Spectateurs : 35 211 Arbitrage : Carlos Batres | Spectateurs : 35 211 Arbitrage : Carlos Batres |
| Historique des rencontres | Rapport                     |              |               | Spectateurs : 35 211 Arbitrage : Carlos Batres | Spectateurs : 35 211 Arbitrage : Carlos Batres |

| 24 juillet 2003 | Mexique                    | 2 - 0 | Costa Rica | Stade Azteca, Mexico                         |                                              |
|                 | Márquez 19e · Borgetti 28e |       |            | Spectateurs : 35 000 Arbitrage : Alfaro Nery | Spectateurs : 35 000 Arbitrage : Alfaro Nery |
|                 | Rapport                    |       |            | Spectateurs : 35 000 Arbitrage : Alfaro Nery | Spectateurs : 35 000 Arbitrage : Alfaro Nery |

### Match pour la troisième place
| 26 juillet 2003 | États-Unis                               | 3 - 2 | Costa Rica      | Orange Bowl, Miami                            |                                               |
|                 | Bocanegra 29e · Stewart 56e · Convey 67e |       | Fonseca 24e 39e | Spectateurs : 5 093 Arbitrage : Richard Piper | Spectateurs : 5 093 Arbitrage : Richard Piper |
|                 | Rapport                                  |       |                 | Spectateurs : 5 093 Arbitrage : Richard Piper | Spectateurs : 5 093 Arbitrage : Richard Piper |

### Finale
| Entraîneur :     |
| Ricardo La Volpe |

| Entraîneur :  |
| Ricardo Gomes |

| Entraîneur :     |
| Ricardo La Volpe |

| Entraîneur :  |
| Ricardo Gomes |

## Récompenses

### Meilleurs buteurs
4 buts :
- Walter Centeno
- Landon Donovan

3 buts :
- Kaká
- Jared Borgetti
- Brian McBride

### Meilleur joueur
Jesús Arellano

### Meilleur gardien
Oswaldo Sánchez

### Prix du fair-play
États-Unis